# Mayaskrift

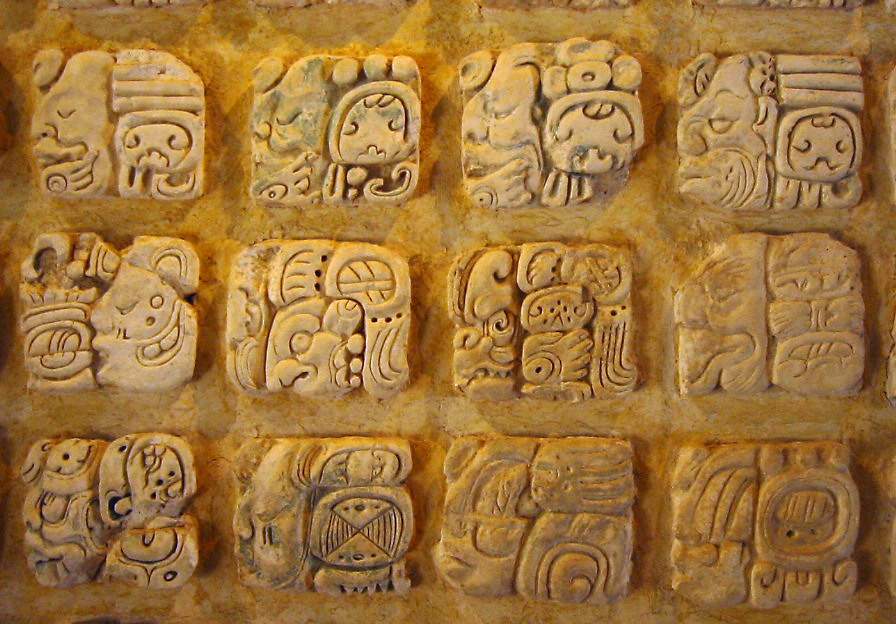
Mayaglyfer i stuck vid Museo de sitio i Palenque, Mexico

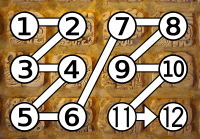
Mayainskriptioner skrevs ofta i två glyfer breda kolumner, där varje kolumn läses från vänster till höger, uppifrån och ned

 Mayaskrift, även känd som mayaglyfer, var den förkolumbianska Mayakulturens i Mesoamerika skrivsystem, det enda mesoamerikanska skrivsystem som hittills dechiffrerats. De tidigaste inskriptionerna, som är klart identifierbart mayanska, daterar sig till 200-talet f.Kr.,  och skriften var i fortlöpande bruk till kort efter de spanska conquistadorernas ankomst på 1500-talet  - i isolerade områden som Tayasal ännu någon tid. Mayaskriften använde logogram kompletterade med en följd av stavelseglyfer, ungefär på samma sätt som modern japansk skrift. Mayaskriften kallades felaktigt för "hieroglyfisk" eller "hieroglyfer" av 1700- och 1800-talets tidiga europeiska utforskarna, som inte begrep den men fann dess allmänna utseende påminna om egyptiska hieroglyfer, med vilka mayas skrivsystem inte är det minsta besläktat.

## Språken
Det anses numera att codexar och andra klassiska texter skrevs på klassisk maya, en litterär form av det nu utdöda Ch'olti'-språket. Det kan förhålla sig så att mayaeliten använde detta språk som ett lingua franca över hela den regionen som talade mayaspråk. Texter kan även ha skrivits på andra mayaspråk i Petén och på Yucatánhalvön, särskilt yucatec maya. Det finns även vissa tecken på att skriften tillfälligtvis använts för att skriva mayaspråk från Guatemalas högländer . Om man skrev på andra språk,  kan de dock ha skrivits ned av Ch'olti-skrivare och därför innehålla element av Ch'olti.

## Struktur

Detta är ett sätt att skriva ordet "Balam". Det består av tre stavelser, "Ba-La-Ma" där A;et i Ma inte blir utläst. När man läser mayaskrift läser man först symbolen till vänster och sedan symbolerna till höger från upp till ner. Här är det alltså först "Ba" till vänster, sedan "La" (Stor oval symbol) ovanpå Ma till höger vilket skapar "Balam".

Mayaskriften bestod av en högt driven och detaljrikt utarbetad uppsättning av glyfer, som noggrant målades på keramik, väggar eller kodexarnas bark-papper, skars ut i trä eller sten, eller utfördes som stuckatur. Det skrevs i form av glyfer som var uppbyggt av symboler. Dessa symboler representerade stavelser, till skillnad från det Latinska Alfabetet där varje tecken representerar ett enda ljud. Därför kunde individuella konsonanter inte skrivas i maya skrift, varje symbol var antingen en vokal eller en konsonant plus en vokal. 
I dag (2020) kan runt 90 % av mayansk skrift läsas med varierande säkerhet, tillräckligt för att ge en begriplig idé om dess struktur.

## Talsystem

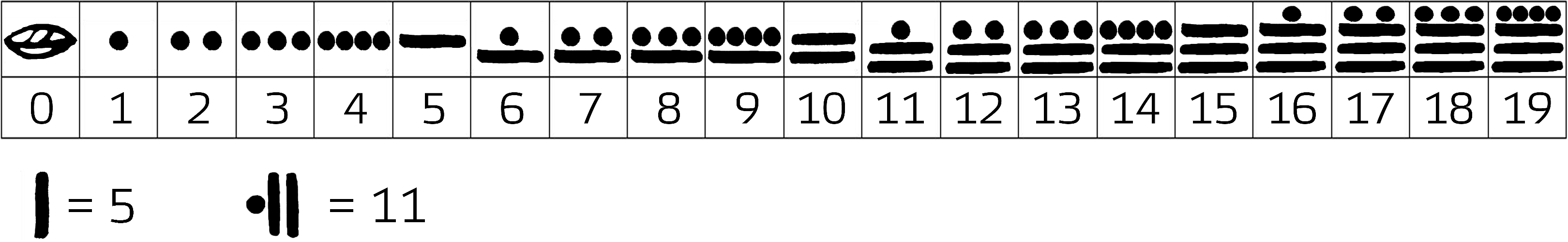
Lista av maya tal från 1-19. Längst ner visas två vertikala exempel upp.

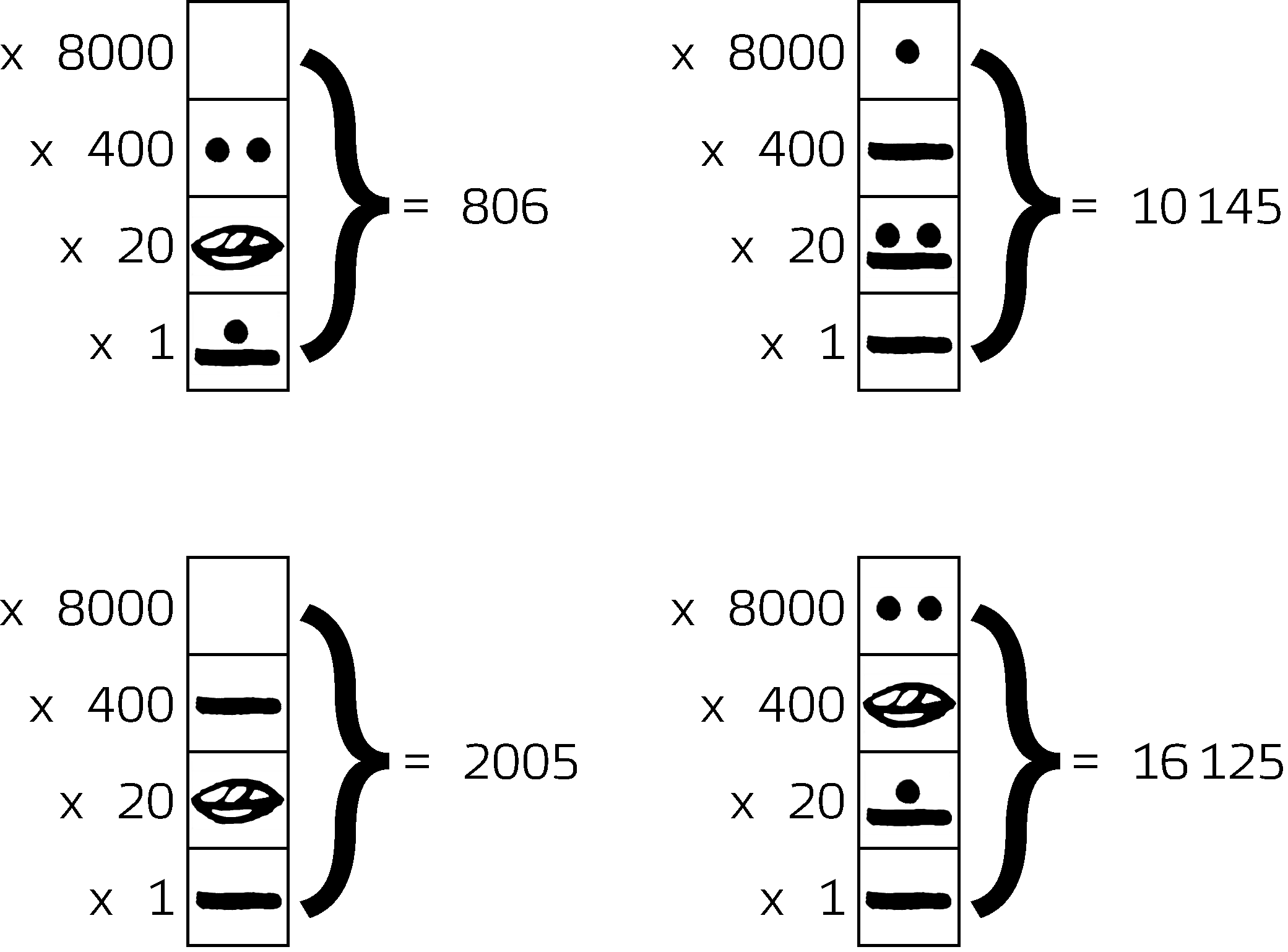
Fyra exempel på hur mayatal skrivs och räknas ut.

Mayafolket använde ett 20-bas talsystem till skillnad från vårt 10-bas talsystem. När numret gick från 19 till 20 så skiftar den antingen ett steg åt höger eller uppåt beroende på var och hur det skrivs. Den första talet multipliceras med 1, det andra talet med 20, det tredje med 400 etcetera. Mayafolket var en av få kulturer att uppfinna noll.
Detta talsystem användes av mayafolket för bland annat matematik och astronomi.

## Stavelser
Mayaskrift består av stavelser som sedan byggs ihop till glyfer. Nedan visas alla kända stavelser upp. Huvud glyferna får inte roteras när en glyf skrivs medan de justerbara glyferna får roteras. Dimensionerna av huvud glyferna kan ändras för att bättre passa glyfen men insidan av symbolen måste vara roterad korrekt. Nästan alla stavelser har minst en symbol. Den vanligaste symbolen är "u".
|            | Huvud Glyfer | Huvud Glyfer | Huvud Glyfer | Huvud Glyfer | Huvud Glyfer |            | Justerbara Glyfer | Justerbara Glyfer | Justerbara Glyfer | Justerbara Glyfer | Justerbara Glyfer |
| -a         | -e           | -i           | -o           | -u           | -a           | -e         | -i                | -o                | -u                |                   |                   |
| ---------- | ------------ | ------------ | ------------ | ------------ | ------------ | ---------- | ----------------- | ----------------- | ----------------- | ----------------- | ----------------- |
| - /ʔ/      |              |              |              |              |              | - /ʔ/      |                   |                   |                   |                   |                   |
| b- /ɓ/     |              |              |              |              |              | b- /ɓ/     |                   |                   |                   |                   |                   |
| ch- /t͡ʃ/   |              |              |              |              |              | ch- /t͡ʃ/   |                   |                   |                   |                   |                   |
| ch’- /t͡ʃʼ/ |              |              |              |              |              | ch’- /t͡ʃʼ/ |                   |                   |                   |                   |                   |
| h- /h/     |              |              |              |              |              | h- /h/     |                   |                   |                   |                   |                   |
| j- /x/     |              |              |              |              |              | j- /x/     |                   |                   |                   |                   |                   |
| k- /k/     |              |              |              |              |              | k- /k/     |                   |                   |                   |                   |                   |
| k’- /k’/   |              |              |              |              |              | k’- /k’/   |                   |                   |                   |                   |                   |
| l- /l/     |              |              |              |              |              | l- /l/     |                   |                   |                   |                   |                   |
| m- /m/     |              |              |              |              |              | m- /m/     |                   |                   |                   |                   |                   |
| n- /n/     |              |              |              |              |              | n- /n/     |                   |                   |                   |                   |                   |
| p- /p/     |              |              |              |              |              | p- /p/     |                   |                   |                   |                   |                   |
| s- /s/     |              |              |              |              |              | s- /s/     |                   |                   |                   |                   |                   |
| t- /t/     |              |              |              |              |              | t- /t/     |                   |                   |                   |                   |                   |
| t’- /t’/   |              |              |              |              |              | t’- /t’/   |                   |                   |                   |                   |                   |
| tz- /t͡s/   |              |              |              |              |              | tz- /t͡s/   |                   |                   |                   |                   |                   |
| tz’- /t͡sʼ/ |              |              |              |              |              | tz’- /t͡sʼ/ |                   |                   |                   |                   |                   |
| w- /w/     |              |              |              |              |              | w- /w/     |                   |                   |                   |                   |                   |
| x- /ʃ/     |              |              |              |              |              | x- /ʃ/     |                   |                   |                   |                   |                   |
| y- /j/     |              |              |              |              |              | y- /j/     |                   |                   |                   |                   |                   |
|            | -a           | -e           | -i           | -o           | -u           |            | -a                | -e                | -i                | -o                | -u                |